# Scopiorinus similis
Scopiorinus similis är en insektsart som beskrevs av Max Beier 1960. Scopiorinus similis ingår i släktet Scopiorinus och familjen vårtbitare. Inga underarter finns listade i Catalogue of Life.